# Олимпия (Вашингтон)
Вижте пояснителната страница за други значения на Олимпия.
Олимпия (на английски: Olympia) е столицата на американския щат Вашингтон. Градът е основан през 1850 г. от първите заселници Едмънд Силвестър и Леви Смит. Обявен е за столица на щата от първия губернатор на Вашингтон, Айзък Стивънс, през 1853 г. Наречен е на името на Олимпийските планини, заради гледката, която при хубаво време се открива към тях от града. Населението му е 43 300 души (2005). Намира се в основата на Олимпийския полуостров, който започва от най-южната точка на залива Пюджет саунд.